# Mieczysława Ćwiklińska
Mieczysława Ćwiklińska est une actrice polonaise, née le 1er janvier 1879 à Lublin et morte le 28 juillet 1972 à Varsovie.

## Filmographie
partielle
- 1948 : La vérité n'a pas de frontière
- 1939 : Le Nègre blanc
- 1938 : Robert i Bertrand
- 1937 : Le Rebouteux
- 1936 : Pan Twardowski

## Récompenses et distinctions
- Croix de commandeur avec étoile dans l'ordre Polonia Restituta en 1950